# Cinema Bizarre
Cinema Bizarre was een Duitse band, ontstaan in Berlijn. Hun muziek valt onder de categorieën Electro en pop. Het uiterlijke voorkomen van Cinema Bizarre neigt naar de oorspronkelijke Japanse Visual Kei stijl: iets wat vroeger een zeldzaamheid was voor een Europese band, maar nu is de populariteit van VK-European Bands gestegen. Hun sound is een mix van gitaarrock en electroklanken, die ook in new wave voorkomt.

## Geschiedenis
Volgens de band hebben Strify, Kiro en Yu elkaar ontmoet tijdens een mangaconventie in 2005. Met Shin en Luminor kwamen ze in contact via internet en zo werden zij als laatste twee leden ingelijfd. Hun eerste single, genaamd Lovesongs (They Kill Me) kwam uit op 14 september 2007. Dit was twee weken na hun eerste liveoptreden in het Duitse muziekprogramma The Dome. Op 7 december kwam hun tweede single uit, genaamd Escape To The Stars. Op 6 maart werd de derde single uitgebracht, genaamd Forever or Never. Cinema Bizarre werd door de Norddeutscher Rundfunk genomineerd voor de nationale finale van het Eurovisiesongfestival, maar werd verslagen door de No Angels en de zangeres Carolin Fortenbacher. Ook was Cinema Bizarre bij de beroemde Duitse COMET genomineerd voor beste nieuwkomer. De jongens werden echter verslagen door Marc Medlock. De band wordt vaak vergeleken met de eveneens Duitse band Tokio Hotel. De leden zelf vinden de vergelijking overigens niet kloppen. Volgens de jongens van CB zijn de twee bands totaal verschillend.
Bandlid Luminor had veel last van gezondheidsproblemen, en verliet eind 2008 Cinema Bizarre. Hij werd vervangen door Romeo Nightingale.
Cinema Bizarre maakte op 21 januari 2010 op hun website bekend dat ze uit elkaar gingen.

## Discografie

### Albums
| Album met eventuele hitnotering(en) in de Nederlandse Album Top 100 | Datum van verschijnen | Datum van binnenkomst | Hoogste positie | Aantal weken | Opmerkingen |
| ------------------------------------------------------------------- | --------------------- | --------------------- | --------------- | ------------ | ----------- |
| Final attraction                                                    | 12-10-2007            | -                     |                 |              |             |
| ToyZ                                                                | 21-08-2009            | 29-08-2009            | 94              | 1            |             |
| Bang!                                                               | 01-10-2009            | -                     |                 |              |             |

### Singles
| Single met eventuele hitnotering(en) in de Nederlandse Top 40 | Datum van verschijnen | Datum van binnenkomst | Hoogste positie | Aantal weken | Opmerkingen      |
| ------------------------------------------------------------- | --------------------- | --------------------- | --------------- | ------------ | ---------------- |
| Lovesongs (They kill me)                                      | 2007                  | -                     |                 |              |                  |
| Escape to the stars                                           | 2007                  | -                     |                 |              |                  |
| Forever or never                                              | 2008                  | -                     |                 |              |                  |
| I came 2 party                                                | 2009                  | -                     |                 |              | met Space Cowboy |
| My obsession                                                  | 2009                  | -                     |                 |              |                  |

## Prijzen
- januari 2009: EBBA Award (Internationaal meest verkochte album uit Duitsland: Final Attraction)